# Justicia aurantiimutata
Justicia aurantiimutata är en akantusväxtart som beskrevs av B.E. Hammel, J. Gómez-laurito. Justicia aurantiimutata ingår i släktet Justicia och familjen akantusväxter. Inga underarter finns listade i Catalogue of Life.